# Narathura sophrosyne
Narathura sophrosyne är en fjärilsart som beskrevs av Grose-smith 1889. Narathura sophrosyne ingår i släktet Narathura och familjen juvelvingar. Inga underarter finns listade i Catalogue of Life.